# Winkelstück

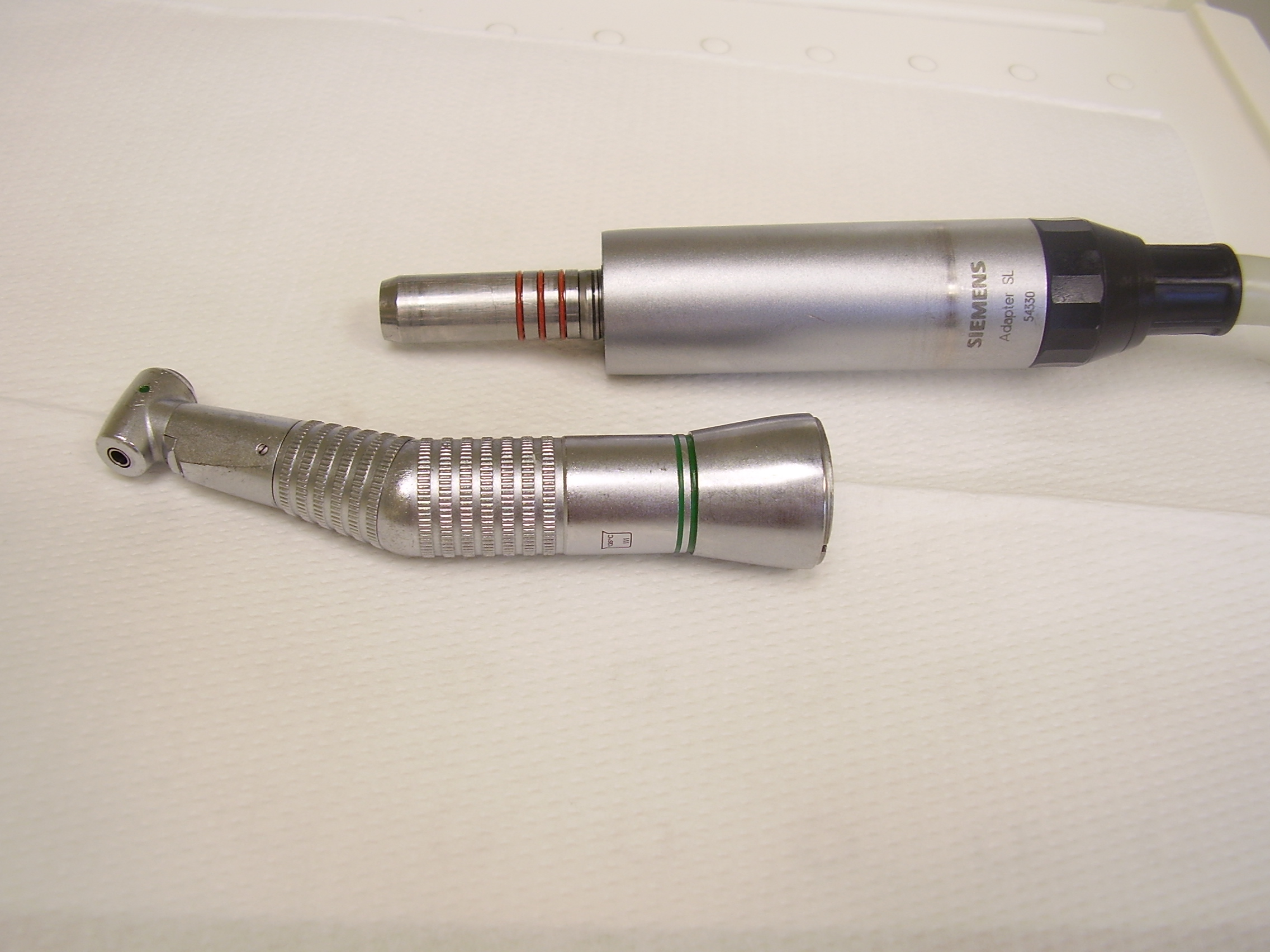
Grünes Winkelstück mit Mikromotor

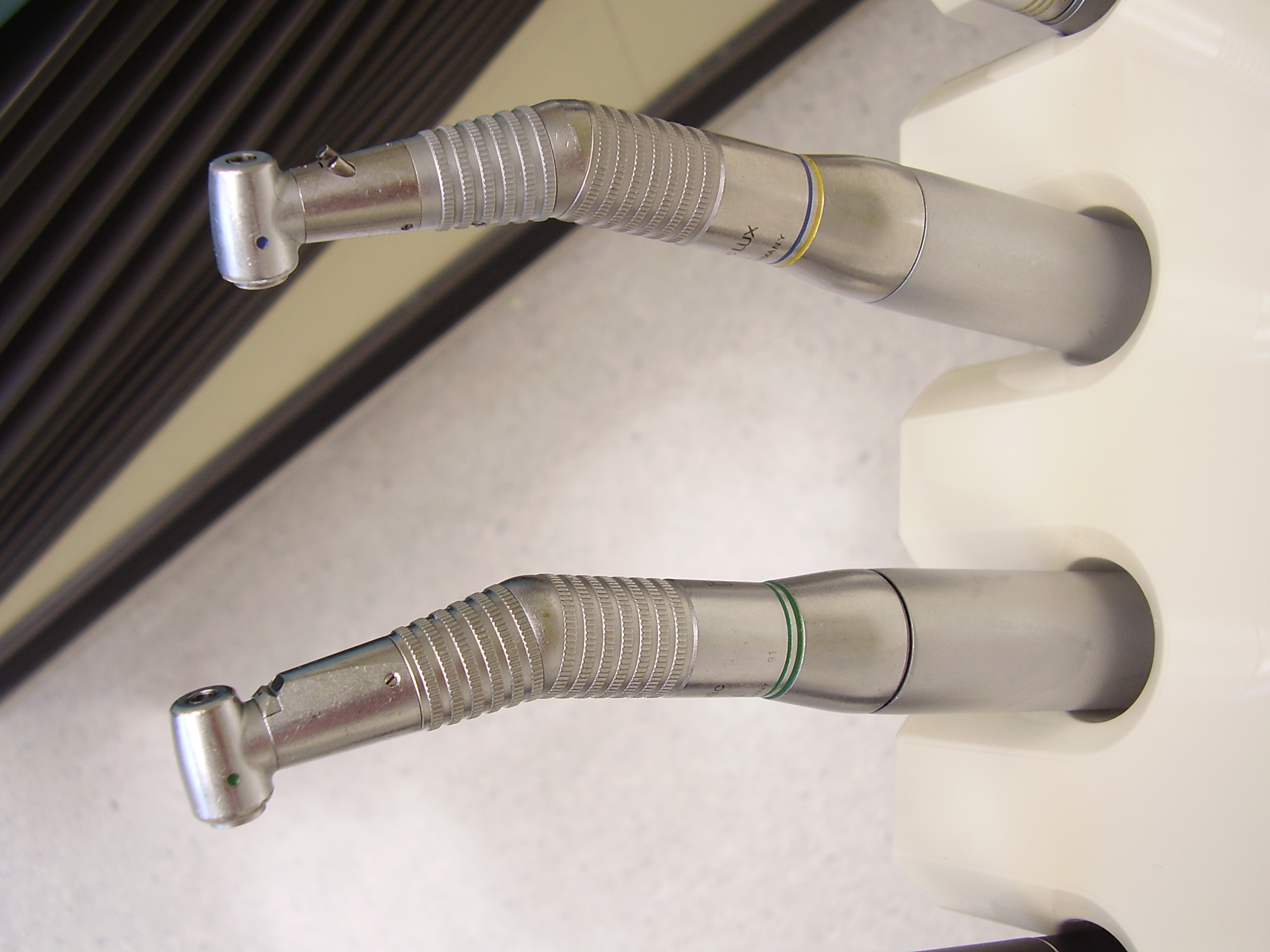
Winkelstücke im Köcher. Bei dem blauen Winkelstück sind deutlich die Düsen für Luft und Wasser, bei dem grünen der Lichtleiter zu erkennen.

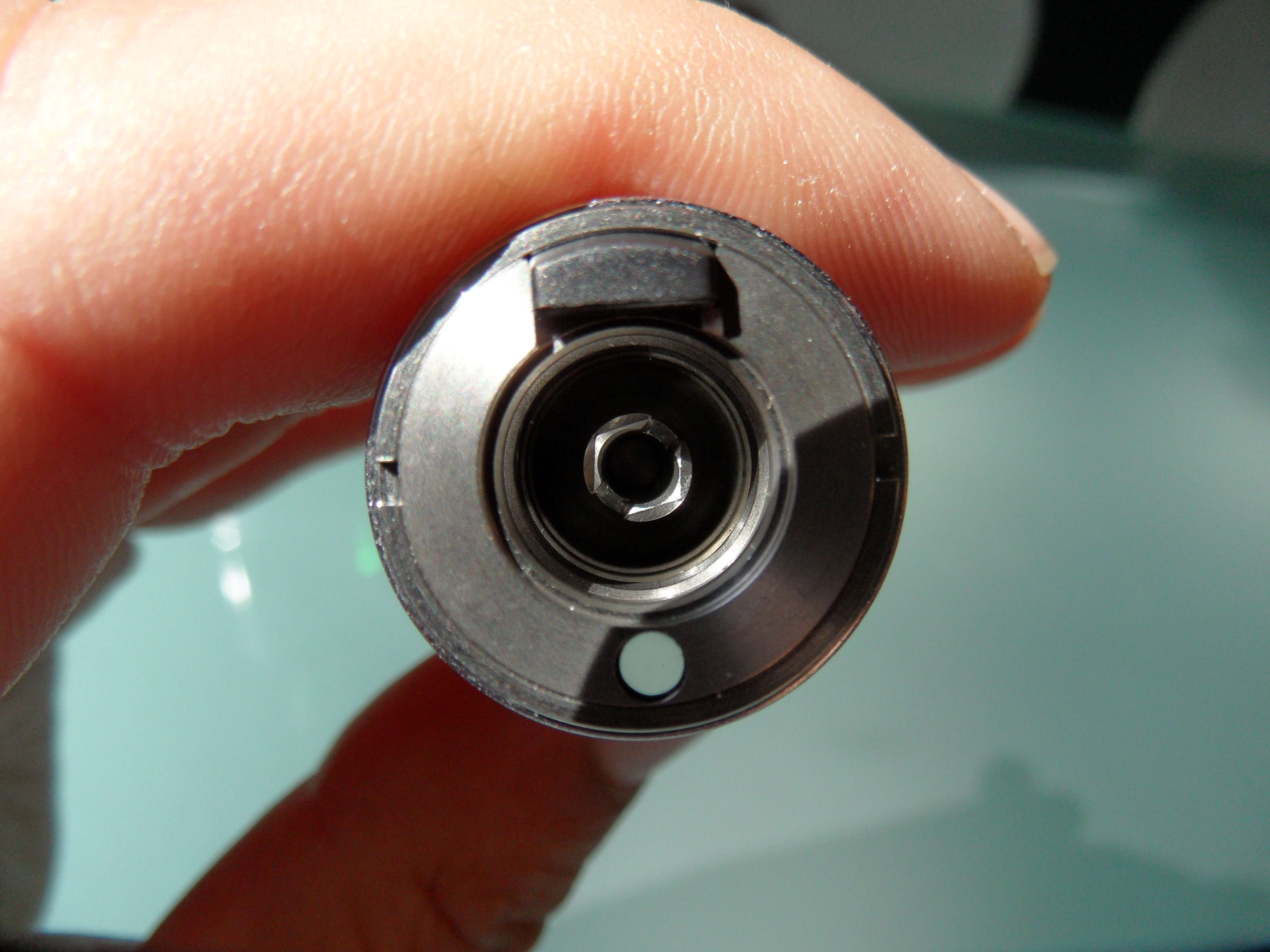
ISO-Anschluss. Deutlich zu sehen ist die Rastnase (oben), der Lichtleiter (unten) und das Übertragungsstück (Mitte).

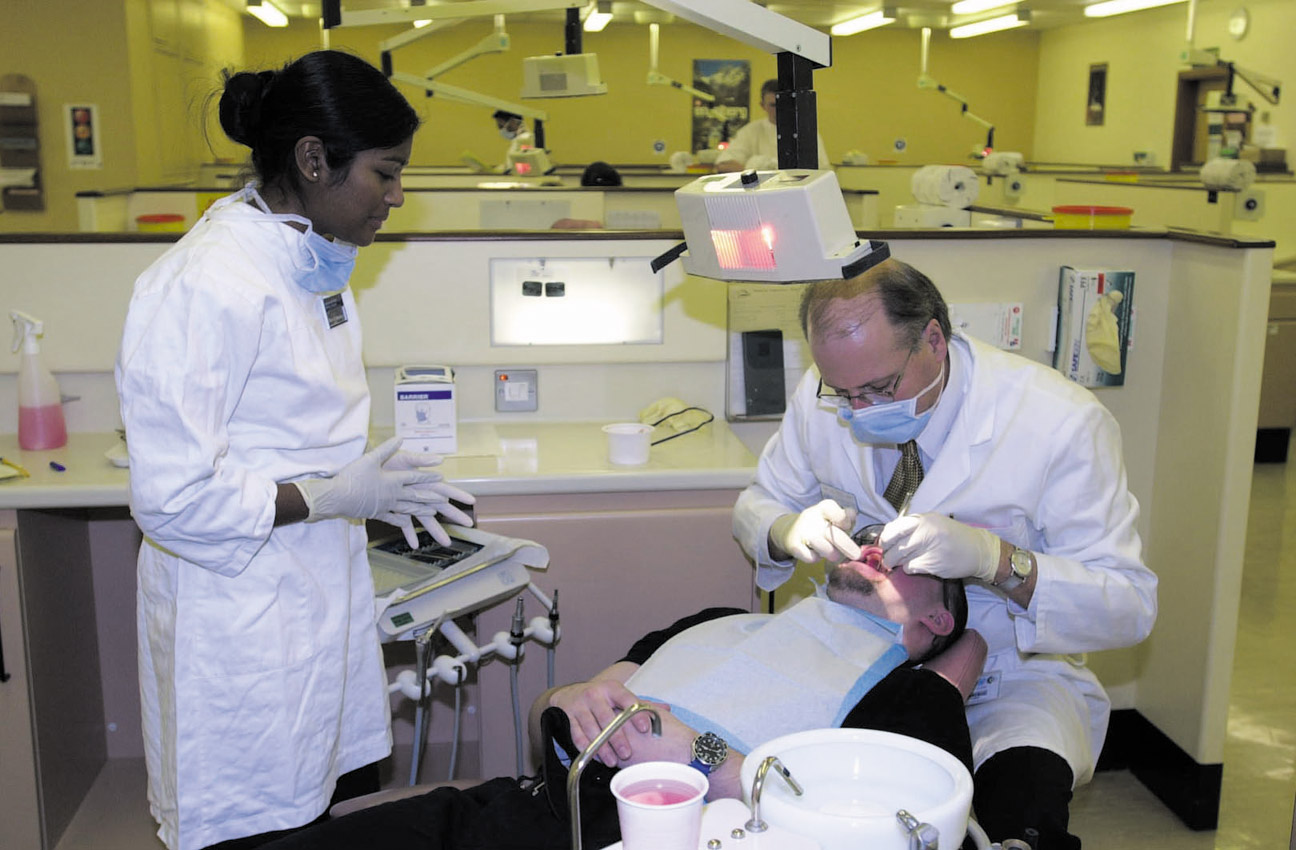
Zahnärztliche Behandlungseinheit

Ein Winkelstück (englisch contra-angle handpiece), vom Laien vereinfachend Bohrer genannt, ist ein abgewinkeltes Präparationsinstrument, mit dem der Zahnarzt oder Kieferorthopäde im Mund des Patienten arbeitet. Der Winkel zwischen Unterteil und Kopf (siehe Abbildungen) beträgt normalerweise 30°. In den Kopf können je nach Arbeitsgang unterschiedliche rotierende Instrumente eingespannt werden. Der Schaft dieser Instrumente hat einen Durchmesser von entweder 2,35 mm (RA-Schaft (right-angle mit manueller Verriegelung)) oder 1,6 mm (FG-Schaft (friction grip = Haftreibung)).

## Modelle
Außer Winkelstückköpfen, die rotierende Instrumente aufnehmen, stehen für besondere Arbeitsgänge (Aufbereiten von Wurzelkanälen) auch Winkelstücke bzw. Winkelstückköpfe mit anderen Bewegungsabläufen zur Verfügung: Hubbewegung, Reziproke (alternierende, wechselnde) Rotation mit verschiedenen Rotationswinkeln (Giromatic®-Winkelstücke) und Kombinationen aus Hub- und reziproken Rotationsbewegungen. Ebenfalls stehen auch Winkelstücke mit einer Drehmomentbegrenzung zur Verfügung oder solche, die Schwingungen erzeugen.
Bei allen modernen Dentalgeräten sind die Winkelstücke direkt auf den elektrisch angetriebenen wartungsfreien Mikromotor aufgesteckt. Diese Kupplungen sind genormt, es können also Modelle verschiedener Hersteller kombiniert werden. Die Verbindung zur Behandlungseinheit, von der der Motor gesteuert und die Winkelstücke mit Druckluft und Kühlwasser versorgt werden, ist durch einen Schlauch gegeben. Diese Steuerung erfolgt entweder über einen Fußschalter oder durch Voreinstellung.
Die meisten Winkelstücke sind mit Lichtleitern ausgerüstet, deren Kaltlichtquelle in den Mikromotor integriert ist.
Für die Bearbeitung von Knochen im Zusammenhang mit Implantationen werden normalerweise Spezial-Winkelstücke mit einer besonders niedrigen Drehzahl und großem Drehmoment eingesetzt. An diese können Infusionsflaschen mit physiologischer Kochsalzlösung zur Kühlung angeschlossen werden.

## Drehzahlen
Ein Mikromotor leistet normalerweise bis zu 40.000 min−1 (Umdrehungen/Minute). Durch unterschiedliche Übersetzungen auf das Winkelstück und dessen Kopf ist insgesamt ein Drehzahlbereich bis zu 200.000 min−1 abgedeckt.
Die unterschiedlichen Übersetzungen sind durch Farbmarkierungen an den Winkelstücken gekennzeichnet:
| Farbmarkierung | Typ                  | Über-/Untersetzung | Maximale Drehzahl |
| -------------- | -------------------- | ------------------ | ----------------- |
| rot            | schnell drehend      | 1 : 5              | 200.000 min−1     |
| blau           | normal drehend       | 1 : 1              | 40.000 min−1      |
| grün           | langsam drehend      | 5,4 : 1            | 7.400 min−1       |
| doppelt grün   | sehr langsam drehend | 14,8 : 1           | 2.700 min−1       |

## Anwendung

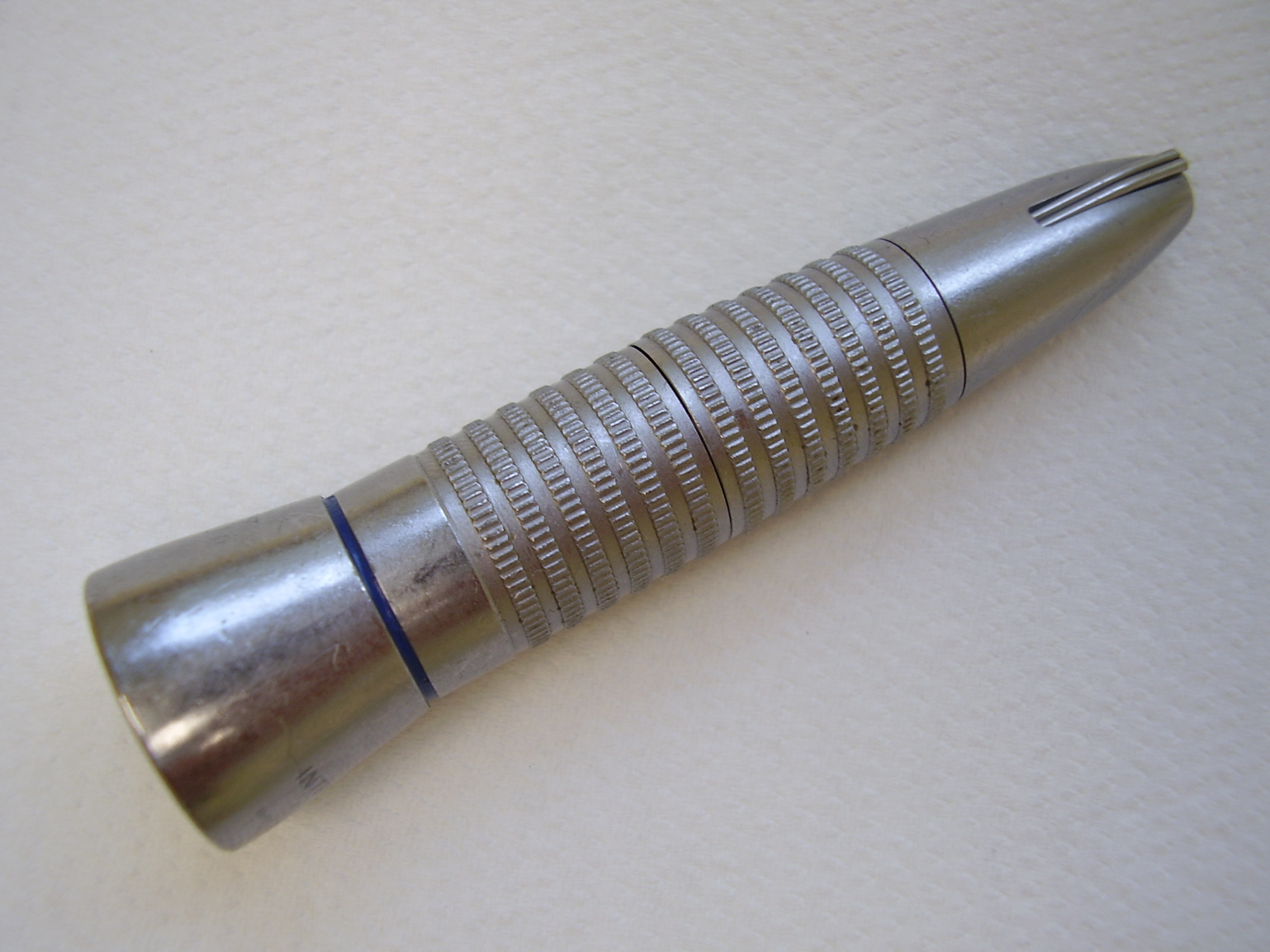
Zahnärztliches Handstück, ebenfalls mit Luft- und Wasserdüsen.

Je nach Arbeitsgang können Bohrer (z. B.: Rosenbohrer, Fissurenbohrer), Diamanten (eigentlich: mit Diamantkörnchen unterschiedlicher Größe und Form bestückte Stahlschäfte), Schleifkörper (Korund) oder Gummipolierer in das Winkelstück eingespannt werden. Für chirurgische Maßnahmen werden Fräsen (nach Lindemann) und innengekühlte Implantatbohrer eingesetzt. Auch parapulpäre Stifte werden maschinell eingeschraubt.
Zum Exkavieren (Entfernen von kariösem Dentin) wird eine Drehzahl zwischen 1000 min−1 und 1500 min−1 empfohlen, zum Präparieren (Beschleifen) von Zahnschmelz und Dentin zur Aufnahme einer Krone gegebenenfalls die maximale Drehzahl gewählt. Dabei ist zu beachten, dass die Durchzugskraft der Kombination Mikromotor/Winkelstück wesentlich größer ist als die einer zahnärztlichen Turbine.
Für zahntechnische Arbeiten (Korrekturen) an Zahnersatzteilen ist einem nicht abgewinkelten Handstück der Vorzug zu geben, weil diese robuster sind und die eingespannten Instrumente einen längeren HP-Schaft (Hand Piece) haben.

## Pflege
Nach jedem Gebrauch muss das Winkelstück sterilisiert werden. Dafür wird das Instrument entfernt und das Winkelstück wird mit Wasser abgewaschen, geölt und anschließend in einem speziellen Beutel im Autoklaven sterilisiert. Die Instrumente sind bis zur nächsten Benutzung steril zu verwahren. Alkohol sollte nicht zum Einsatz kommen, da ein Eindringen die für die Mechanik notwendigen Schmierstoffe zersetzt und zum Defekt führen kann.

### Hygienevorschriften in Deutschland
Das Robert Koch-Institut erlässt Hygiene-Richtlinien für Ärzte und Zahnärzte auf Basis gesetzlicher Vorgaben. Es schreibt vor, dass Instrumente (Winkelstücke, Turbinen) nach jedem Patientenkontakt sterilisiert werden müssen. Die bei der Sterilisation genutzten Autoklaven müssen hierbei die EU-Normen EN 13060-1 und 13060-2, Klasse B erreichen.